# 村瀬信也
村瀬 信也（むらせ しんや 1943年4月4日 - ）は、日本の法学者。専門は、国際法・国際経済法・国際環境法。学位は、法学博士（東京大学・課程博士・1972年）。上智大学名誉教授。
2009年以来2022年まで、国際連合の国際法委員会の委員を務める

## 略歴

### 学歴
- 1962年　米国ニューメキシコ州アーティージア高校卒業
- 1963年　東海高等学校（名古屋市）卒業
- 1967年　国際基督教大学教養学部卒業
- 1969年　東京大学大学院法学政治学研究科修士課程修了（法学修士）
- 1972年　東京大学大学院法学政治学研究科博士課程修了（法学博士）

### 職歴
- 1972年　立教大学法学部専任講師
- 1974年　立教大学法学部助教授
- 1982年　立教大学法学部教授
- 1993年　上智大学法学部教授（大学院法学研究科法曹養成専攻教授兼担）
- 2014年　上智大学名誉教授
- 2014年　中国青年政治学院・法学院客座教授（2019年まで）
- 2017年　北京大学法学院客座教授（2023年まで）

#### 学外における役職
- ハーバード大学ロースクール客員研究員（1974年 - 1976年）
- 国際連合本部事務局法務部法務担当官（1980年 - 1982年）
- コロンビア大学ロースクール客員教授（1995年）
- ハーグ国際法アカデミー講師（1995年）
- アジア開発銀行行政裁判所裁判官（1998年 - 2004年）
- ハーグ国際法アカデミー理事（2004-2016年）
- 常設仲裁裁判所国別裁判官 (2014-2019年）
- 国連国際法委員会委員 (2009-2022年）「大気の保護」に関する特別報告者（201３−21年）
- 万国国際法学会「感染症と国際法」報告者（2020-21)
- ハーグ国際法アカデミー「感染症と国際法」研究センター・ディレクター (2020-21)

#### 所属学会
- 国際法学会
- 国際経済法学会
- 世界法学会
- 国際法協会
- アメリカ国際法学会
- 万国国際法学会

## 活動
経済産業省産業構造審議会地球環境部会「温暖化に関する将来枠組み検討専門委員会（2003年 - 2005年）
気候変動に関する政府間パネル（IPCC）委員（2004年 - 2007年）
安倍晋三首相の私的諮問機関「安全保障の法的基盤の再構築に関する懇談会」の有識者委員（2007-08年、2013-14年）

## 著書

### 単著
- 『国際法の経済的基礎』（有斐閣, 2001年）
- 『国際立法――国際法の法源論』（東信堂, 2002年）、中国語訳（中国人民公安大学出版社 2011年）
- 『国際法論集』（信山社、2012年）
- 『国際法と向き合うーー捨てる神あれば 拾う神あり』（信山社 2022年）
- Living with International Law: if there is a god who'd abandon us, there is a god who'd pick us up (PDF, 2022)
- 与国际法共存亡: 一个神抛弃了这个人，另一个神却救赎了他 (PDF)
- International Law: An Integrative Perspective on Transboundary Issues (Sophia University Press, 2011)

### 共著
- （奥脇直也・古川照美・田中忠）『現代国際法の指標』（有斐閣, 1994年）

### 編著
- 『自衛権の現代的展開』（東信堂, 2007年）

### 共編著
- （奥脇直也）『国家管轄権――国際法と国内法・山本草二先生古稀記念』（勁草書房, 1998年）
- （真山全）『武力紛争の国際法』（東信堂, 2004年）
- （洪恵子）『国際刑事裁判所――最も重大な国際犯罪を裁く』（東信堂, 2008年）
- （江藤淳一）『海洋境界画定の国際法』（東信堂, 2008年）
- (鶴岡公二）『変革期の国際法委員会』（山田中正大使傘寿記念）（信山社, 2011年）
- （柳井俊二）『国際法の実践』（小松一郎大使追悼）（信山社, 2015年）

小説
　　『流れ星を待ちながら』（東信堂、2005年）（筆名：滝村洸）
　　『幻影の嘉例吉（かりゆし）』（信山社、2016年）（筆名：黒内彪吾）
　　『禁断の赤ワイン』（東京図書出版、2021年10月）（筆名：黒内彪吾）
ブログ
　　英語版　Environs of International Law (s-murase blog)

## 栄典
- 1986年9月　安達峰一郎記念賞
- 2007年12月　IPCCノーベル平和賞受賞に貢献したとして賞記
- 2021年8月　外務大臣表彰
- 2023年4月 瑞宝中綬章[2][3]